# 1615 в Україні

## Події
- Похід на Стамбул (1615)

## Особи

### Народились
- Ганна Фірлей (1615—1647) — представниця українського магнатського та князівського роду.

### Померли
- Адам Александер Стадницький (? — 1615) — шляхтич, військовий та урядник Речі Посполитої.

## Засновані, зведені
- Київська братська школа
- Київська духовна академія і семінарія
- Наукова бібліотека Національного університету «Києво-Могилянська академія»
- Ділове
- Есмань (смт)
- Кропивна (Золотоніський район)
- Кучаків
- Сасів
- Крилів (місто)
- львівська каплиця Боїмів